# Дублін (графство)
Гра́фство Ду́блін, або Ду́блінський райо́н (англ. County Dublin, ірл. Contae Bhaile Átha Cliath, або Dublin Region, Réigiúin Átha Cliath) — історичне графство на сході Ірландії.

## Адміністративний поділ

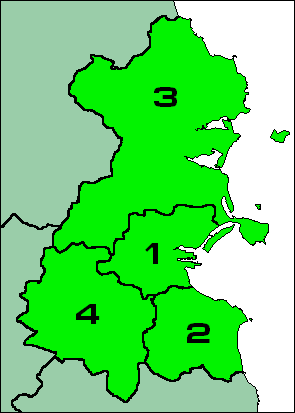
Поділ графства Дублін

До розформування (1 січня 1994 року) графство складалося з міста Дублін, а також графств Дан Лері - Ратдаун, Фінгал та Південний Дублін. Входило до складу провінції Ленстер. Столиця і найбільше місто — Дублін.